# عیل
عیل یک منطقهٔ مسکونی در سومالی است که در پانتلند واقع شده‌است. عیل ۲۱٬۷۰۰ نفر جمعیت دارد.